# دوبشیتسه (ناحیه چسکه بودیوویتسه)
دوبشیتسه (به چکی: Dobšice) یک منطقهٔ مسکونی در جمهوری چک است که در شهرستان چسکه بودیوویتسه واقع شده‌است. دوبشیتسه ۴٫۳۴ کیلومتر مربع مساحت و ۱۱۵ نفر جمعیت دارد و ۴۸۰ متر بالاتر از سطح دریا واقع شده‌است.